# Namaqua-kaméleon
A Namaqua-kaméleon (Chamaeleo namaquensis) a hüllők (Reptilia) osztályának pikkelyes hüllők (Squamata) rendjébe, ezen belül a kaméleonfélék (Chamaeleonidae) családjába tartozó faj.

## Előfordulása
A Namaqua-kaméleon előfordulási területe három afrikai országot fed át. Elterjedése Angola déli részét és Namíbiát, azaz a Namib-sivatagot, valamint a Dél-afrikai Köztársaságban levő Karoo régiót foglalja magába. E hatalmas előfordulási területet több, mint 600 000 négyzetkilométerre becsülik.

## Megjelenése
A dél-afrikai kaméleonfajok között a Namaqua-kaméleon az egyik legnagyobb; hossza 62,5-63-5 centiméter. A farka jóval rövidebb, mint a teste, vagy mint a fán élő kaméleonoké. A talajon való életmódhoz nem szükséges neki a hosszú fogófarok. A hátán tüskék és a fején kis sisak látható, azonban rokonaitól eltérően hiányzik a nyakpajzsa.

## Életmódja
Sivatagi élőhelyéhez jól alkalmazkodott; a homokdűnék és a száraz bozótosok között honos. Tápláléka: sivatagi rovarok, gyíkok, amelyeket a rokonaihoz hasonlóan, a hosszú nyelvének segítségével kap el. Elfogyasztja saját és más hüllők levedlett bőrét is. Főleg a talajon tartózkodik, azonban ha a hőség túl forróvá válik, akkor egy közeli bokorra mászik fel. A nagyobb egyedek felfalják a fiatalabb példányokat is. Ellenségei: kobrák, viperák, sivatagi rókák (Vulpes zerda).
A sivatagi élethez való alkalmazkodása a következőket foglalja magába: az orrmirigyei kiválasztják a sót, hogy vizet takaríthasson meg; kis gödröket váj a homokba, hogy lehűtse testét; kora reggel sötét színt vesz fel és oldalát a Nap felé fordítja, hogy felmelegedjen, azonban ha túl nagy lett a hő, akkor világos színre vált és merőlegesen áll a Nappal szemben.

## Szaporodása
A nagyobb testű nőstények akár 20 tojást is tojhatnak. A kis kaméleon körülbelül 100 nap múlva kel ki a tojásból.

## Hasznosítása
Ez a kaméleonfaj, mint sok más rokona közkedvelt házi kedvencnek számít; emiatt nagy számban fogják be a vadonból. A fogságban is jól szaporodik. A Namaqua-kaméleonnal való kereskedelmet a Washingtoni egyezmény (CITES) felügyeli.

## Képgaléria

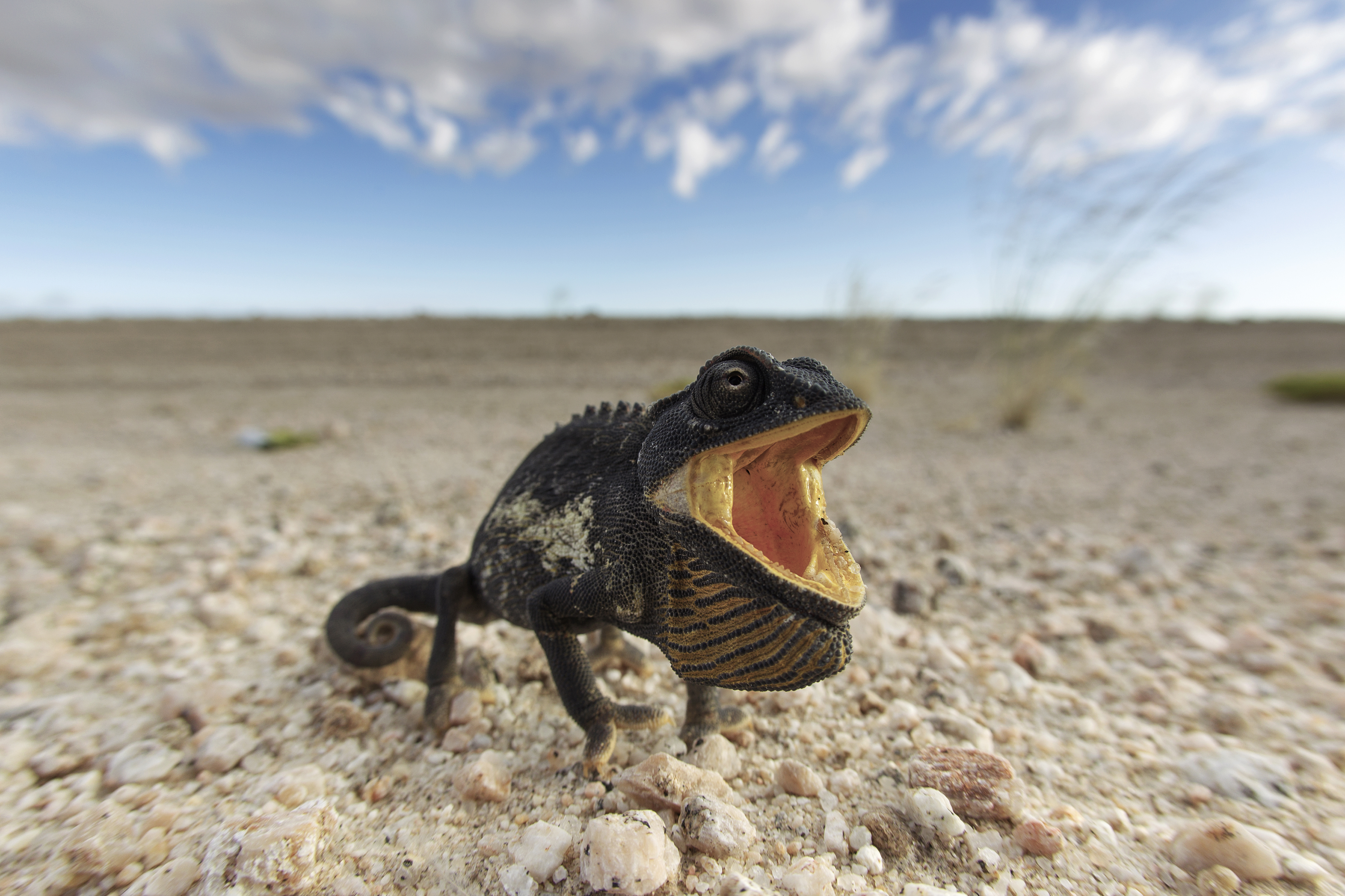
Namaqua-kaméleon a Namib-sivatagban. A kaméleon fenyegető pózt vett fel: feketére változtatta színét és kitátotta száját, hogy látsszon a feketével kontrasztos, rikítóan sárga szájürege
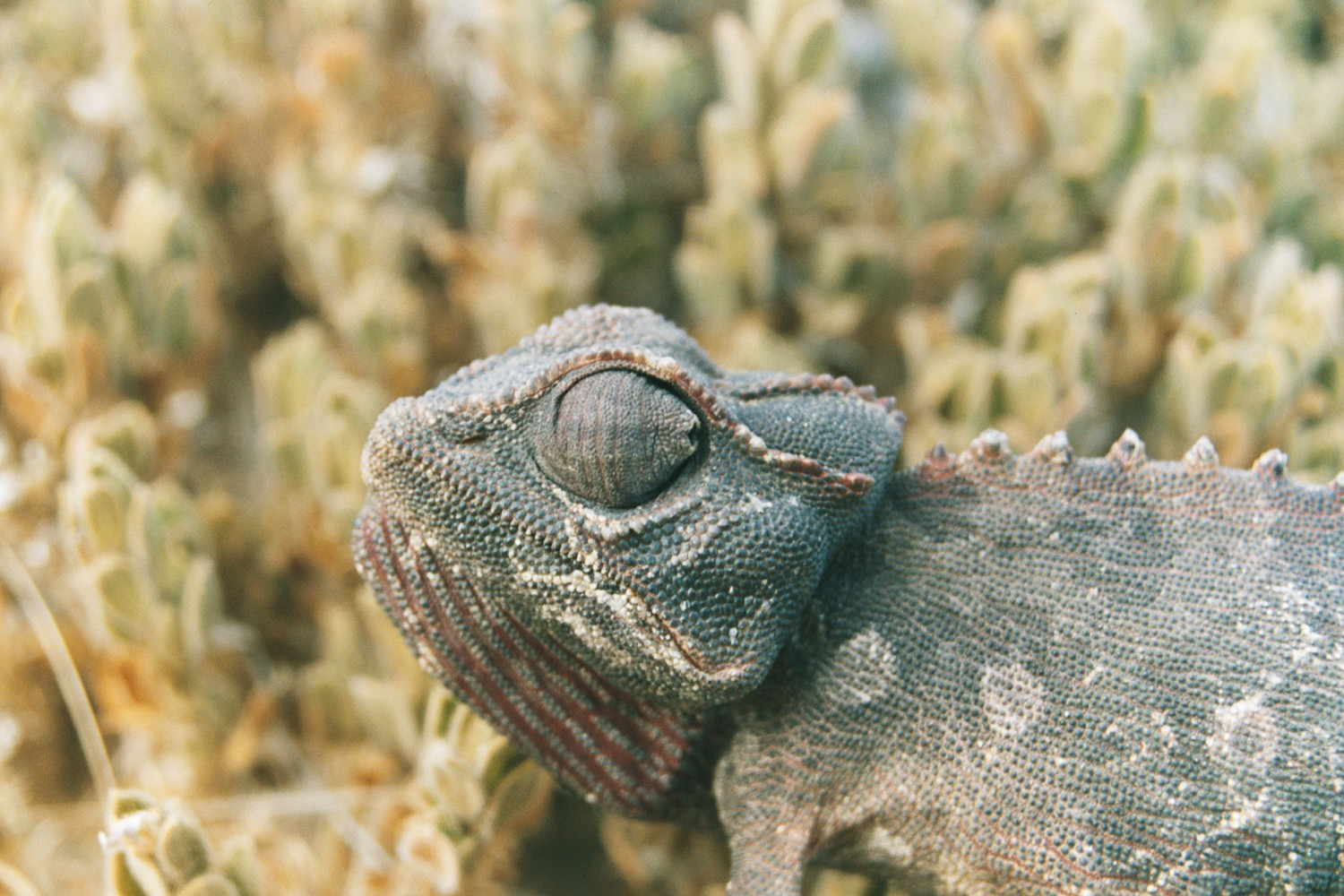
Portré
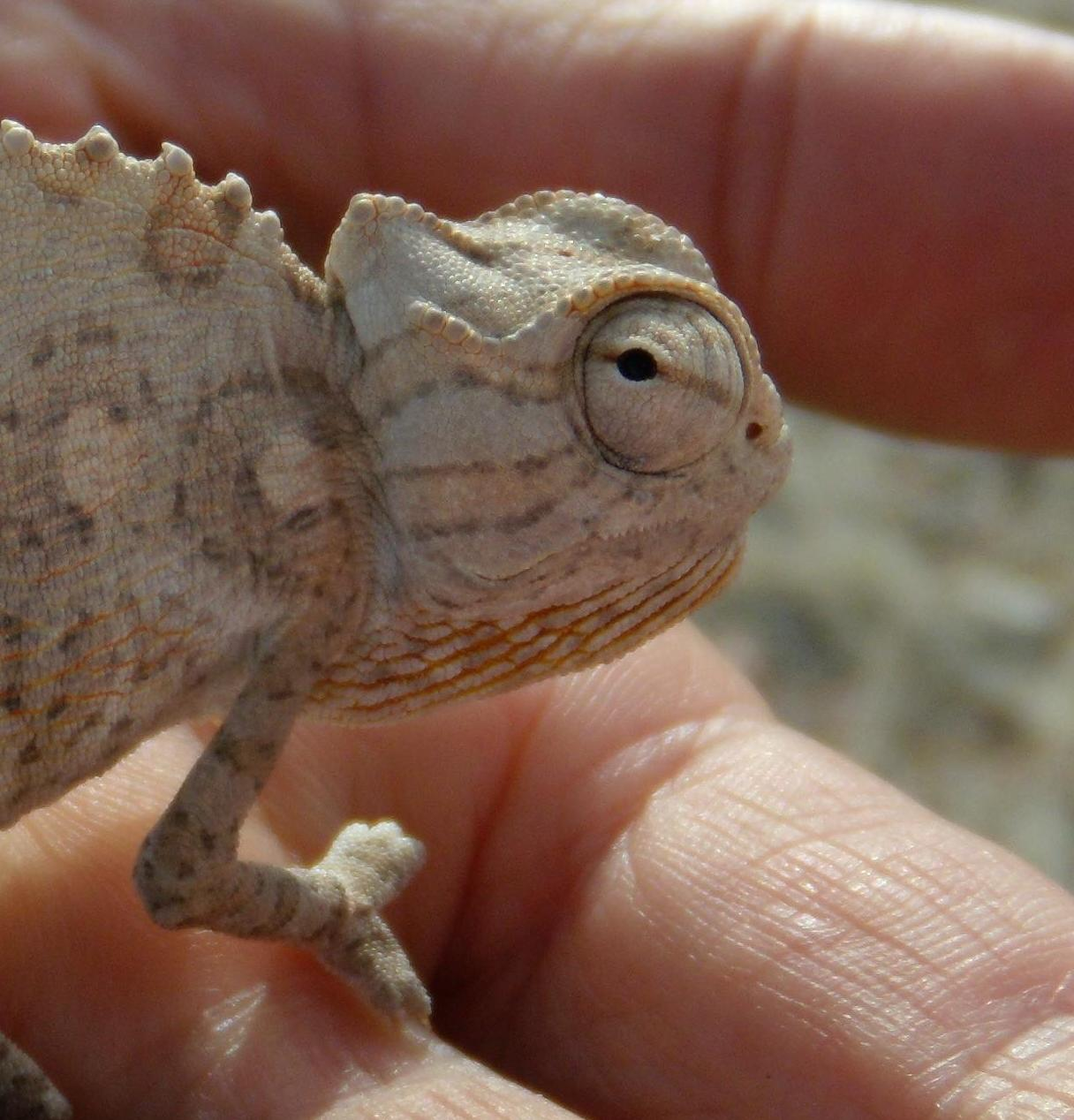
Az ember kezében
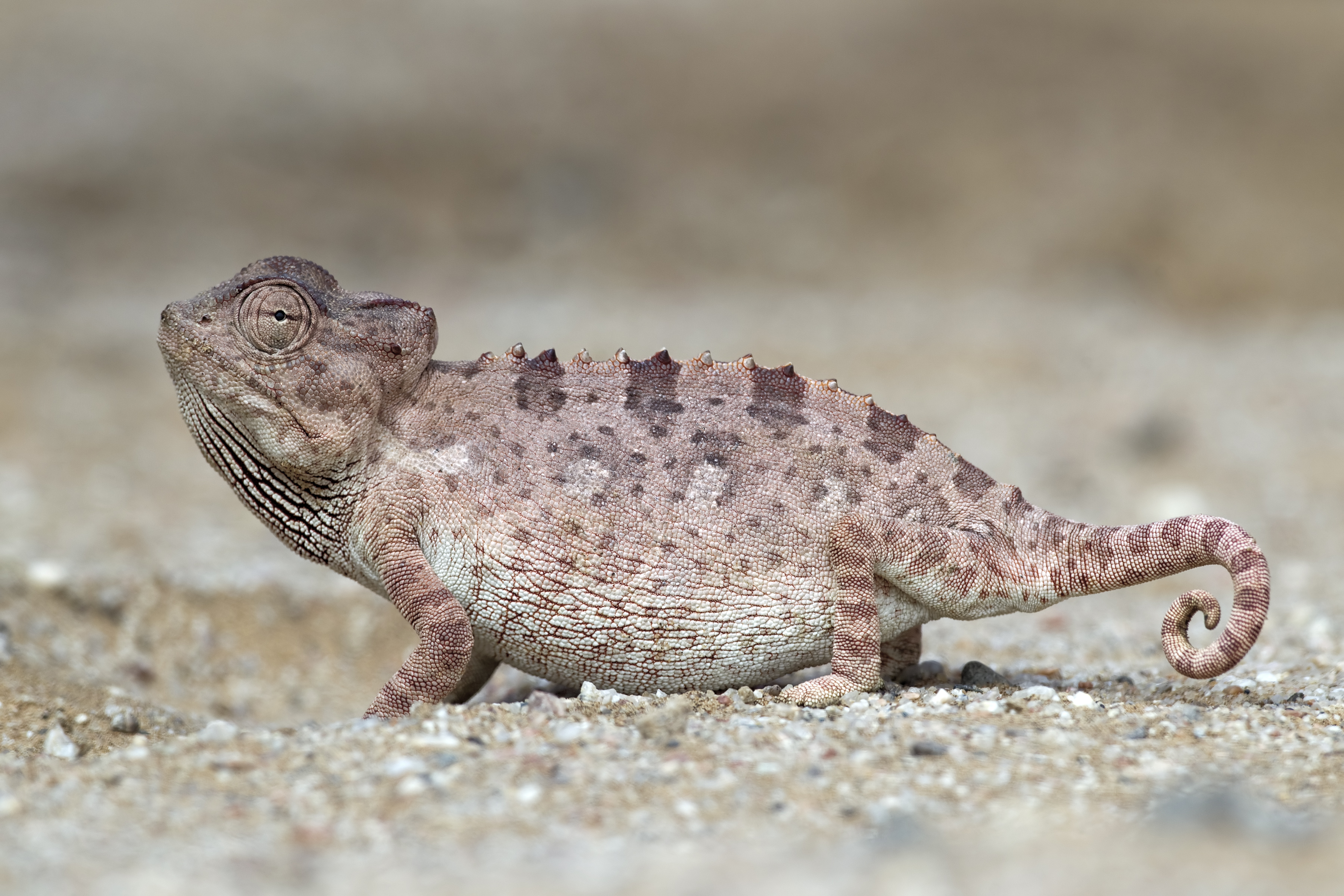
Világosabb
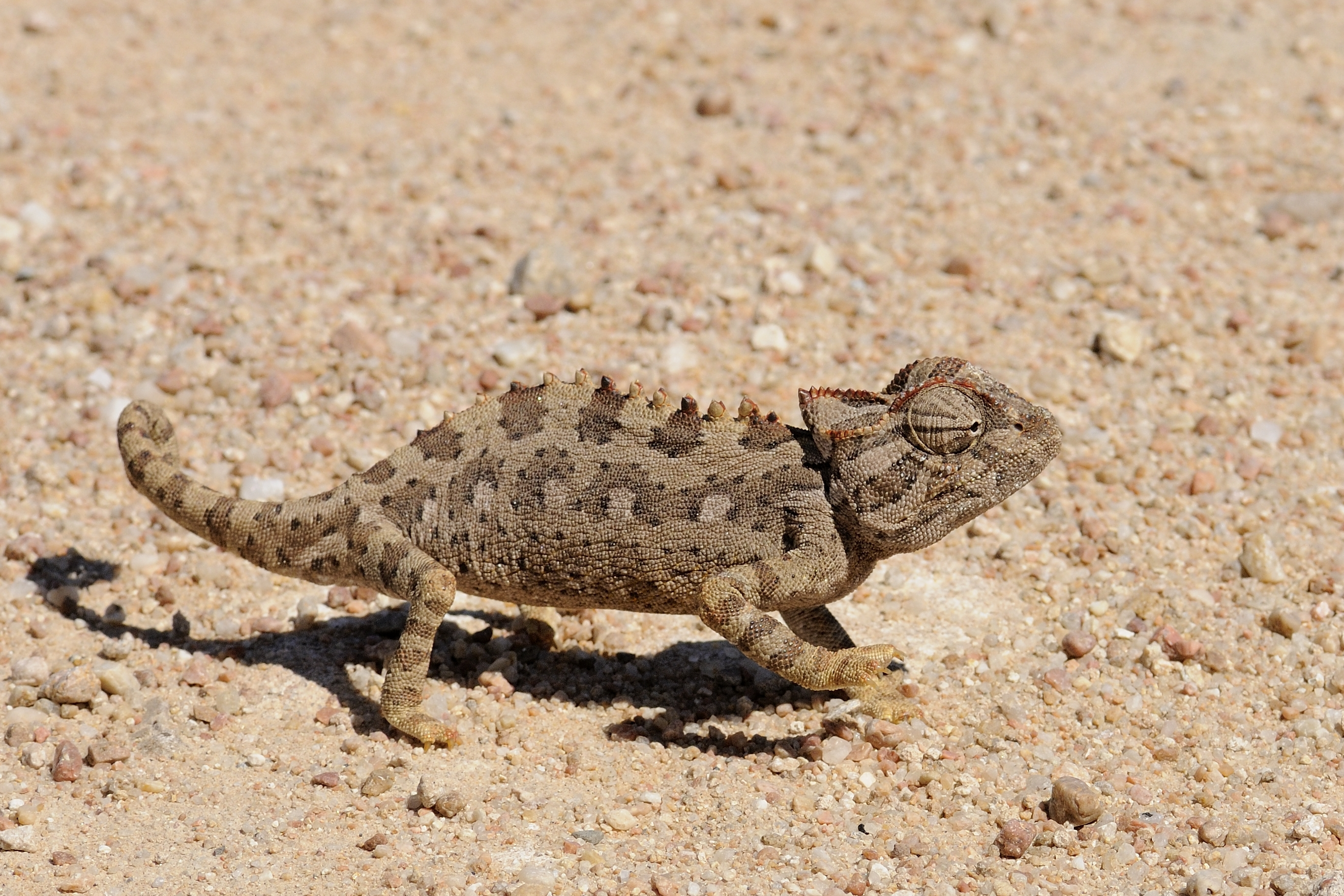
és sötétebb
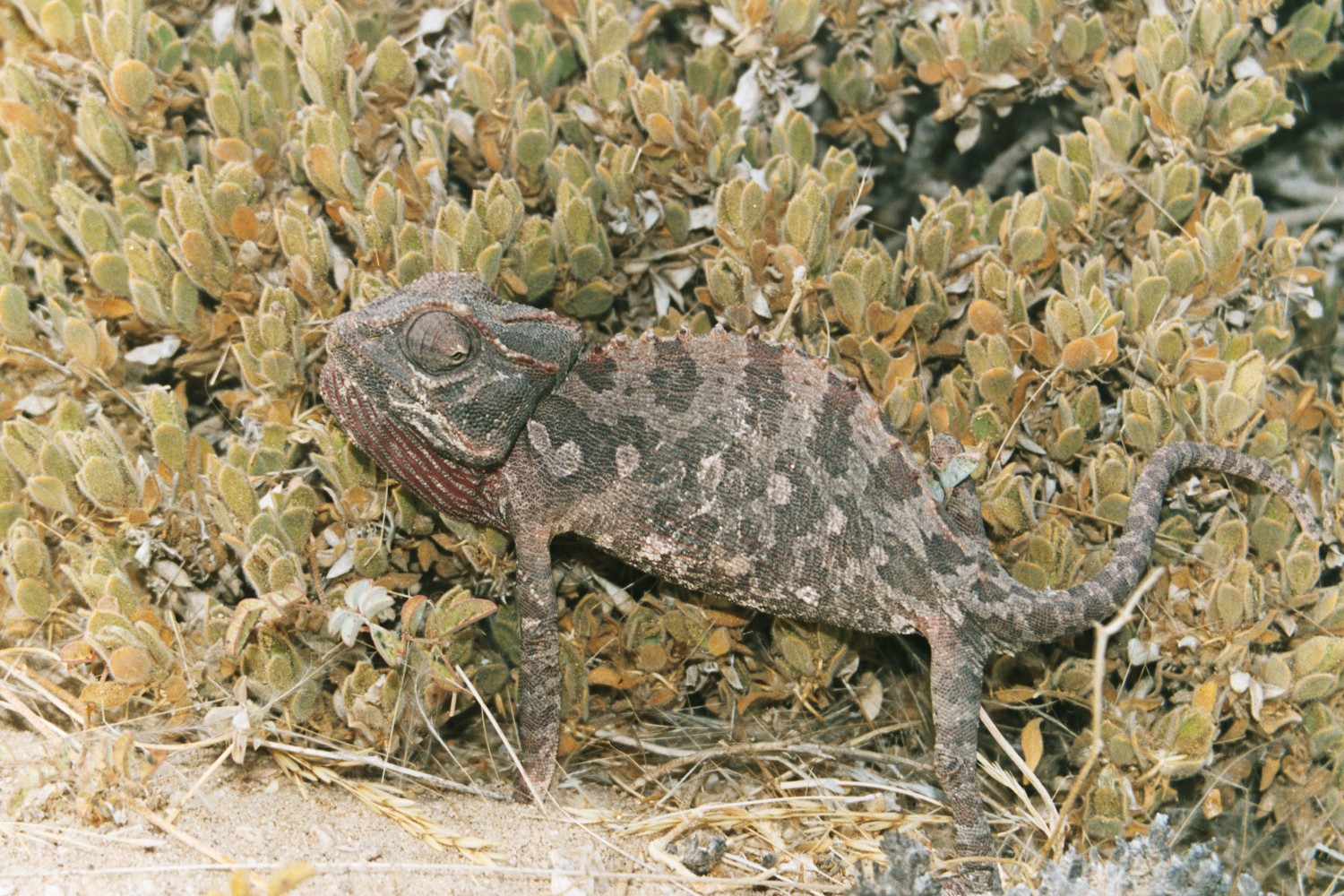
színekben
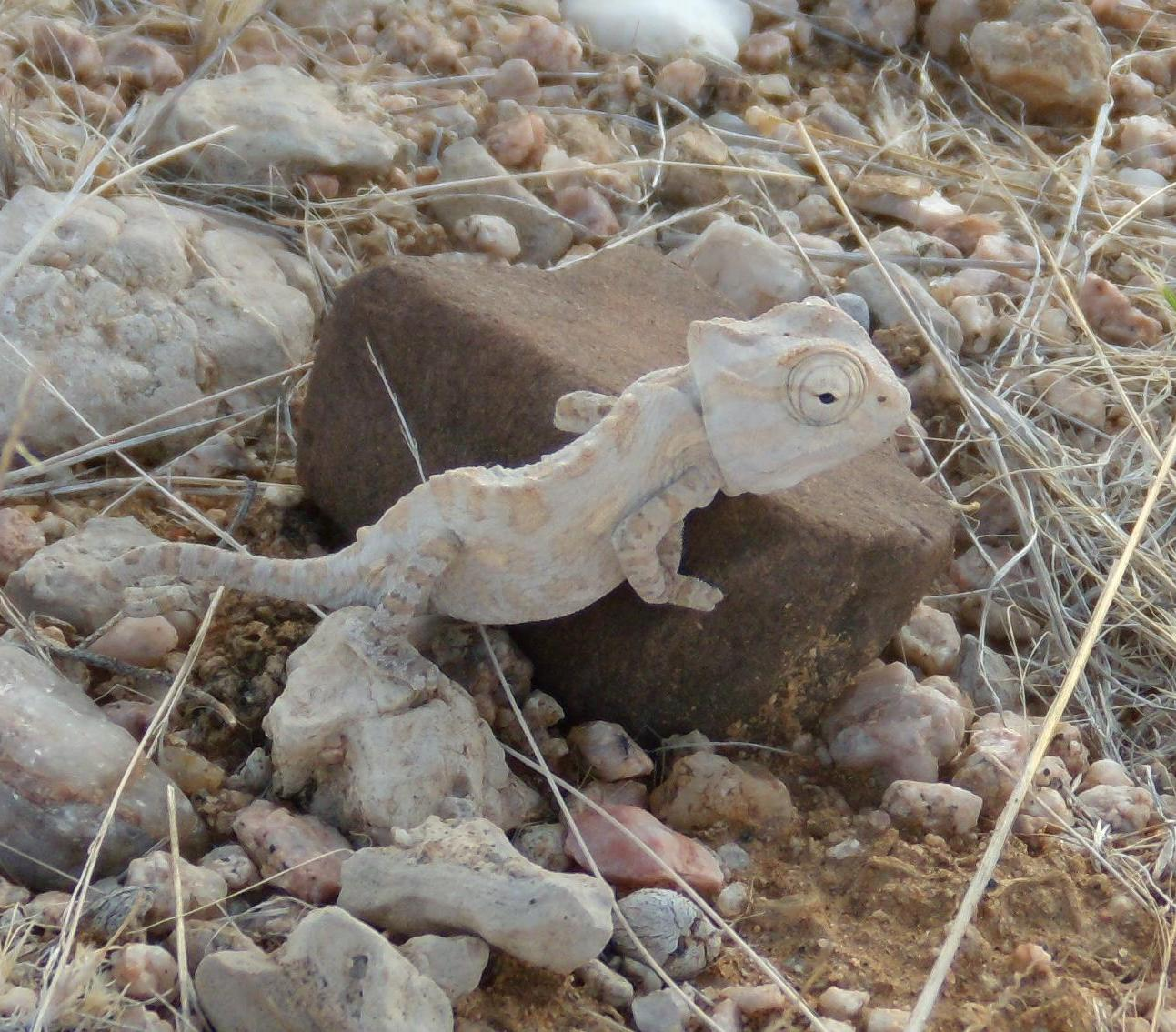
Fiatal példány

### Fordítás
- Ez a szócikk részben vagy egészben  a   Namaqua chameleon című angol Wikipédia-szócikk ezen változatának fordításán alapul.  Az eredeti cikk szerkesztőit annak laptörténete sorolja fel. Ez a jelzés csupán a megfogalmazás eredetét és a szerzői jogokat jelzi, nem szolgál a cikkben szereplő információk forrásmegjelöléseként.